# Lista antrenorilor care au câștigat Cupa Cupelor UEFA
Aceasta este lista antrenorilor de fotbal care au câștigat Cupa Cupelor UEFA. Cupa Cupelor UEFA a fost o competiție fotbalistică jucată anual între echipele câștigătoare ale cupelor naționale din asociațiile membre UEFA. Antrenorul maghiar Nándor Hidegkuti a condus spre victorie clubul italian ACF Fiorentina în ediția inaugurală a competiției în 1961. În proces de reorganizare a competițiilor UEFA, Cupa Cupelor UEFA a fost lichidată, și ultima ediție a fost jucată în sezonul 1998–99; clubul italian SS Lazio, condus de suedezul Sven-Göran Eriksson triumfând asupra spaniolilor de la RCD Mallorca.
Patru antrenori au câștigat competiția câte două ori, acești fiind Johan Cruijff, Valeri Lobanovski, Nereo Rocco și cel mai recent Alex Ferguson, care a câștigat cupa în 1983 cu Aberdeen și apoi în 1991 cu Manchester United.

## Câștigători după sezon

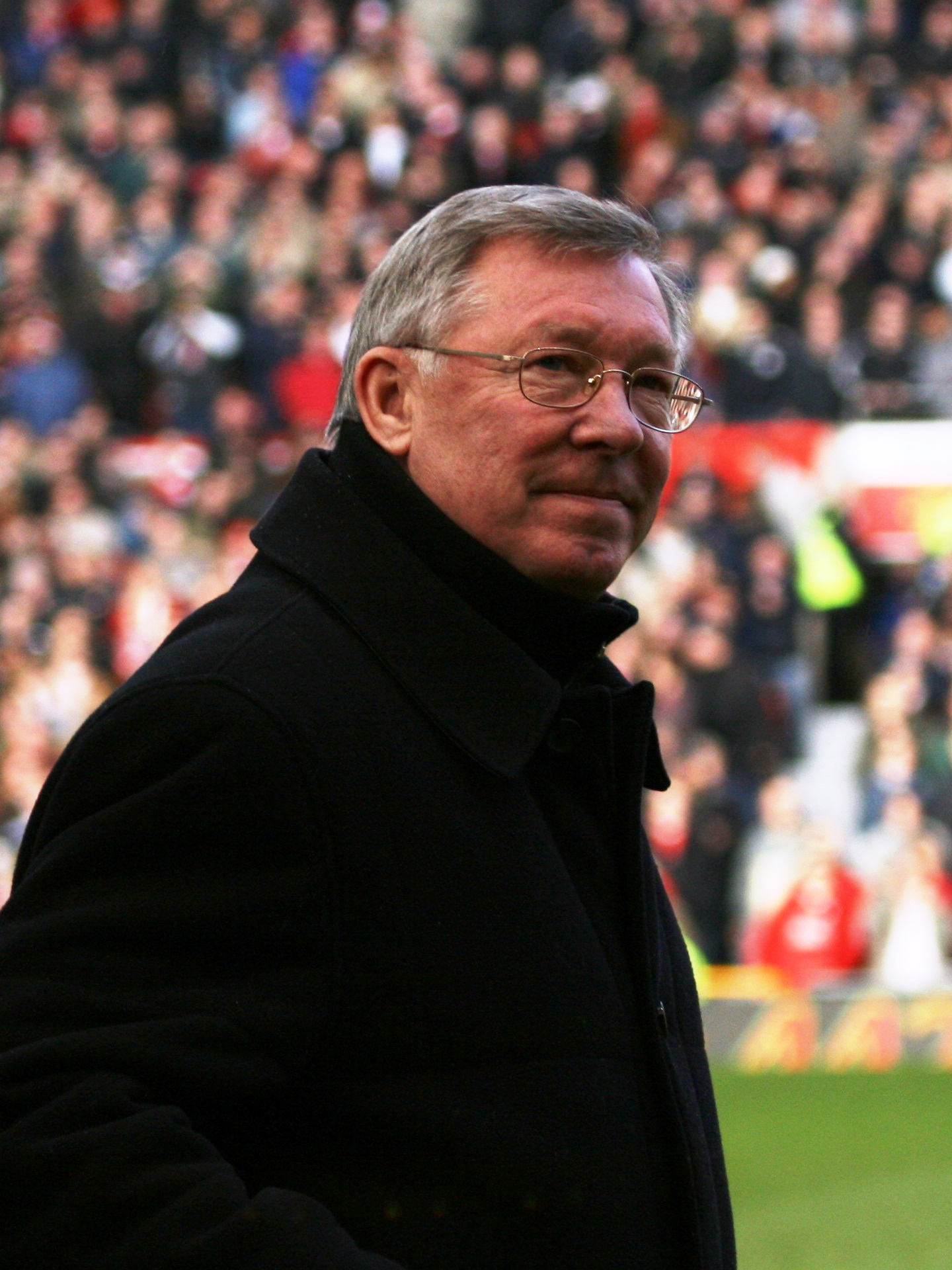
Alex Ferguson a câștigat trofeul în 1983 și 1991

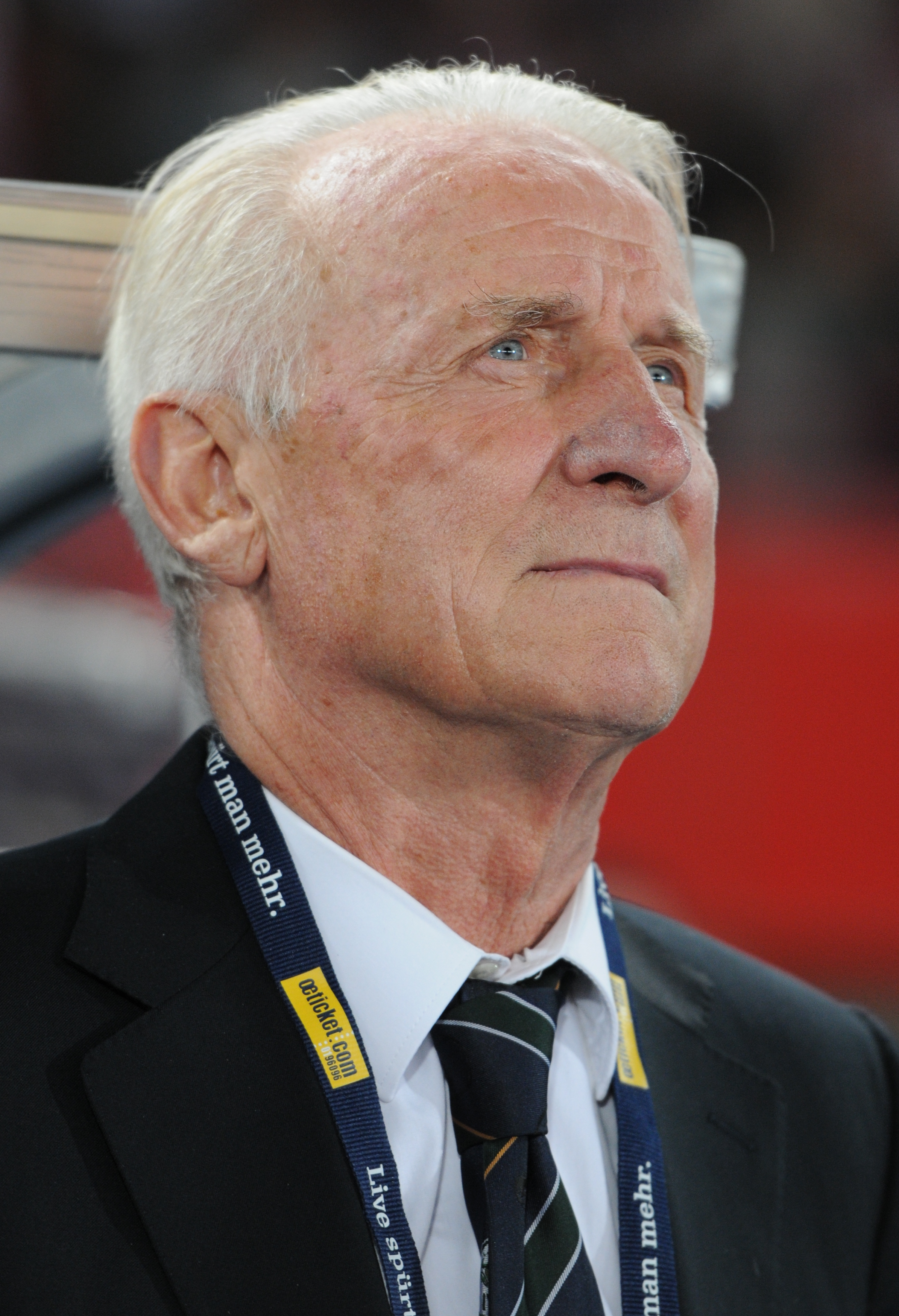
Giovanni Trapattoni a câștigat trofeul în 1984

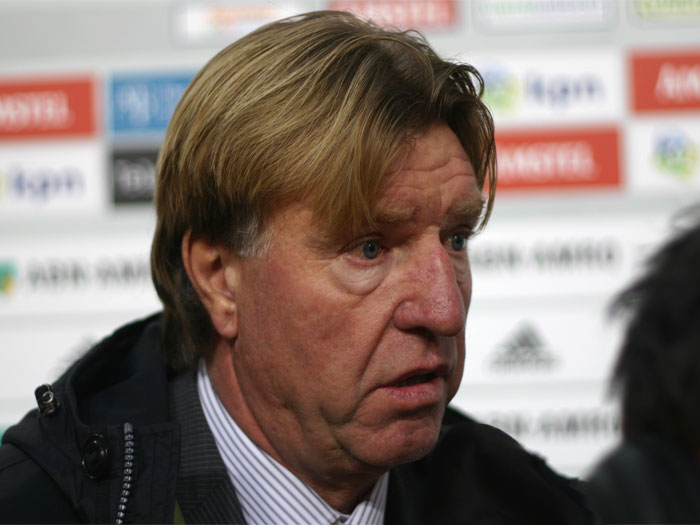
Aad de Mos a câștigat cupa în 1988

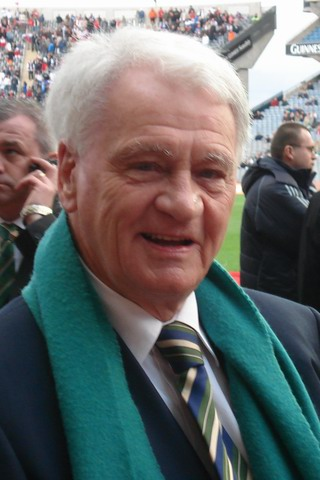
Bobby Robson a câștigat trofeul în 1997

| Ediție | Antrenor câștigător |     | Club                | Ref    |
| ------ | ------------------- | --- | ------------------- | ------ |
| 1961   | Nándor Hidegkuti    | ITA | Fiorentina          | [ 2 ]  |
| 1962   | José Villalonga     | ESP | Atlético Madrid     | [ 3 ]  |
| 1963   | Bill Nicholson      | ENG | Tottenham Hotspur   | [ 4 ]  |
| 1964   | Anselmo Fernandez   | POR | Sporting CP         | [ 5 ]  |
| 1965   | Ron Greenwood       | ENG | West Ham United     | [ 6 ]  |
| 1966   | Willi Multhaup      | FRG | Borussia Dortmund   | [ 7 ]  |
| 1967   | Zlatko Čajkovski    | FRG | Bayern München      | [ 8 ]  |
| 1968   | Nereo Rocco         | ITA | Milan               | [ 9 ]  |
| 1969   | Michal Vičan        | TCH | Slovan Bratislava   | [ 10 ] |
| 1970   | Joe Mercer          | ENG | Manchester City     | [ 11 ] |
| 1971   | Dave Sexton         | ENG | Chelsea             | [ 12 ] |
| 1972   | William Waddell     | SCO | Rangers             | [ 13 ] |
| 1973   | Nereo Rocco         | ITA | Milan               | [ 14 ] |
| 1974   | Heinz Krügel        | GDR | Magdeburg           | [ 15 ] |
| 1975   | Valeri Lobanovski   | URS | Dinamo Kiev         | [ 16 ] |
| 1976   | Hans Croon          | BEL | Anderlecht          | [ 17 ] |
| 1977   | Kuno Klötzer        | FRG | Hamburg             | [ 18 ] |
| 1978   | Raymond Goethals    | BEL | Anderlecht          | [ 19 ] |
| 1979   | Joaquim Rifé        | ESP | FC Barcelona        | [ 20 ] |
| 1980   | Alfredo di Stéfano  | ESP | Valencia            | [ 21 ] |
| 1981   | Nodar Akhalkatsi    | URS | Dinamo Tbilisi      | [ 22 ] |
| 1982   | Udo Lattek          | ESP | FC Barcelona        | [ 23 ] |
| 1983   | Alex Ferguson       | SCO | Aberdeen            | [ 24 ] |
| 1984   | Giovanni Trapattoni | ITA | Juventus            | [ 25 ] |
| 1985   | Howard Kendall      | ENG | Everton             | [ 26 ] |
| 1986   | Valeri Lobanovski   | URS | Dinamo Kiev         | [ 27 ] |
| 1987   | Johan Cruyff        | NED | Ajax                | [ 28 ] |
| 1988   | Aad de Mos          | BEL | Mechelen            | [ 29 ] |
| 1989   | Johan Cruyff        | ESP | FC Barcelona        | [ 28 ] |
| 1990   | Vujadin Boškov      | ITA | Sampdoria           | [ 30 ] |
| 1991   | Alex Ferguson       | ENG | Manchester United   | [ 31 ] |
| 1992   | Otto Rehhagel       | GER | Werder Bremen       | [ 32 ] |
| 1993   | Nevio Scala         | ITA | Parma               | [ 33 ] |
| 1994   | George Graham       | ENG | Arsenal             | [ 34 ] |
| 1995   | Víctor Fernández    | ESP | Real Zaragoza       | [ 35 ] |
| 1996   | Luis Fernández      | FRA | Paris Saint-Germain | [ 36 ] |
| 1997   | Bobby Robson        | ESP | FC Barcelona        | [ 37 ] |
| 1998   | Gianluca Vialli     | ENG | Chelsea             | [ 38 ] |
| 1999   | Sven-Göran Eriksson | ITA | Lazio               | [ 39 ] |

## Câștigători după naționalitate
Acest tabel prezintă numărul total de titluri câștigate de antrenorii fiecărei naționalități.
| Naționalitate               | Număr de trofee |
| --------------------------- | --------------- |
| Anglia                      | 6               |
| Italia                      | 5               |
| Germania/Germania de Vest   | 4               |
| Scoția                      | 4               |
| Țările de Jos               | 4               |
| Spania                      | 3               |
| Uniunea Sovietică           | 3               |
| Iugoslavia                  | 2               |
| Argentina                   | 1               |
| Belgia                      | 1               |
| Cehoslovacia                | 1               |
| Franța                      | 1               |
| Republica Democrată Germană | 1               |
| Ungaria                     | 1               |
| Portugalia                  | 1               |
| Suedia                      | 1               |

### Generale
- „European Cups - Performances by Coach”. Rec.Sport.Soccer Statistics Foundation. rsssf.com. 6 februarie 2008. Accesat în 11 martie 2008.
- „European Cup Winners' Cup”. Rec.Sport.Soccer Statistics Foundation. rsssf.com. 26 ianuarie 2000. Accesat în 11 martie 2008.

### Specifice
1. ↑  „Competition Format”. UEFA. 13 iulie 2005. Arhivat din originalul de la 19 februarie 2008. Accesat în 10 martie 2008.
2. ↑  Ken Jones (2 martie 2002). „Obituary: Nandor Hidegkuti”. The Independent. Accesat în 12 martie 2008. [nefuncțională]
3. ↑  „1961/62: Atlético break Fiorentina's grip”. UEFA. 17 august 2001. Arhivat din original la 24 ianuarie 2008. Accesat în 4 martie 2008.
4. ↑  „Tottenham legend Nicholson dies”. BBC Sport. 23 octombrie 2004. Accesat în 12 martie 2008.
5. ↑  „1963/64: Sporting at the second attempt”. UEFA. 17 august 2001. Arhivat din originalul de la 19 mai 2008. Accesat în 4 martie 2008.
6. ↑  „Ex-England manager Greenwood dies”. BBC Sport. 9 februarie 2006. Accesat în 12 martie 2008.
7. ↑  „1965/66: Stan's the man for Dortmund”. UEFA. 17 august 2001. Arhivat din original la 5 decembrie 2005. Accesat în 4 martie 2008.
8. ↑  „1966/67: Bayern take full home advantage”. UEFA. 17 august 2001. Arhivat din original la 6 decembrie 2005. Accesat în 5 martie 2008.
9. ↑  „History: 1960/1970”. A.C. Milan. Arhivat din originalul de la 10 februarie 2008. Accesat în 12 martie 2008.
10. ↑  „1968/69: Slovan shine despite political clouds”. UEFA. 17 august 2001. Arhivat din original la 7 decembrie 2005. Accesat în 6 martie 2008.
11. ↑  Guy Hodgson (4 februarie 1999). „Football: When smiling came back in fashion”. The Independent. Arhivat din original la 28 martie 2022. Accesat în 12 martie 2008.
12. ↑  „Manager Profile - Dave Sexton”. League Managers Association. Arhivat din original la 30 iunie 2012. Accesat în 12 martie 2008.
13. ↑  „Rangers triumph in Europe 1972”. The BBC. Accesat în 12 martie 2008.
14. ↑  „1972/73: Milan's case for the defence”. UEFA. 17 august 2001. Accesat în 6 martie 2008. [nefuncțională]
15. ↑  „Heinz Krügel” (în German). F.C. Hansa Rostock. Accesat în 12 martie 2008.
16. ↑  „1974/75: Dynamo burst on to the scene”. UEFA. 17 august 2001. Arhivat din original la 3 iulie 2007. Accesat în 6 martie 2008.
17. ↑  „1975/76: Anderlecht win six-goal thriller”. UEFA. 17 august 2001. Arhivat din original la 25 noiembrie 2005. Accesat în 6 martie 2008.
18. ↑  „Kuno Klötzer”. www.fussballdaten.de. Accesat în 12 martie 2008.
19. ↑  „Ex-Marseille coach Goethals dies”. BBC Sport. 6 decembrie 2004. Accesat în 12 martie 2008.
20. ↑  „1978/79: Barcelona win seven-goal thriller”. UEFA. 17 august 2001. Arhivat din original la 14 februarie 2020. Accesat în 6 martie 2008.
21. ↑  „Di Stefano in serious condition”. BBC Sport. 25 decembrie 2005. Accesat în 12 martie 2008.
22. ↑  „Dinamo History”. FC Dinamo Tbilisi. Arhivat din original la 13 martie 2016. Accesat în 10 martie 2008.
23. ↑  „1981/82: Home sweet home for Barcelona”. UEFA. 17 august 2001. Arhivat din original la 5 mai 2005. Accesat în 6 martie 2008.
24. ↑  „The managerial greats”. BBC Sport. 27 februarie 2002. Accesat în 12 martie 2008.
25. ↑  „Giovanni Trapattoni Factfile”. The Scotsman. 14 februarie 2008. Accesat în 12 martie 2008.
26. ↑  „European Cup Winners' Cup 1985”. Everton F.C. Arhivat din original la 18 iunie 2009. Accesat în 12 martie 2008.
27. ↑  Brian Glanville (15 mai 2002). „Valeri Lobanovsky”. The Guardian. Accesat în 12 martie 2008.
28. 1 2  Felix Lowe (21 februarie 2008). „Johan Cruyff returns as Ajax mulls delisting”. The Daily Telegraph. Accesat în 12 martie 2008.
29. ↑  „1987/88: Unsung Mechelen draw Ajax's sting”. UEFA. 17 august 2001. Arhivat din original la 29 ianuarie 2005. Accesat în 6 martie 2008.
30. ↑  „Age records of EC winning players”. Rec.Sport.Soccer Statistics Foundation. rsssf.com. 6 martie 2003. Accesat în 12 martie 2008.
31. ↑  „Ferguson signs new deal”. BBC Sport. 27 februarie 2002. Accesat în 12 martie 2008.
32. ↑  Karalos Grohmann (23 iunie 2004). „FOOTBALL: EURO 2004: Triumphant Rehhagel sets sights on 2006”. The Independent. Arhivat din original la 28 martie 2022. Accesat în 12 martie 2008.
33. ↑  „1997, August 1, Friday - sports”. Turkish Daily News. 1 august 1997. Accesat în 12 martie 2008.[nefuncțională]
34. ↑  „George Graham: Football's comeback king”. BBC Sport. 24 septembrie 1998. Accesat în 12 martie 2008.
35. ↑  „Garitano succeeds Fernandez at Zaragoza”. ESPN. 14 ianuarie 2008. Arhivat din original la 3 octombrie 2012. Accesat în 12 martie 2008.
36. ↑  „Fernandez back at PSG”. BBC Sport. 3 decembrie 2000. Accesat în 12 martie 2008.
37. ↑  „Managers - Sir Bobby Robson (1999-2004)”. Newcastle United F.C. Accesat în 12 martie 2008.
38. ↑  „Vialli named new Watford boss”. BBC Sport. 2 mai 2001. Accesat în 12 martie 2008.
39. ↑  „SVEN-GORAN ERIKSSON PROFILE”. The Football Association. 24 ianuarie 2006. Arhivat din original la 3 ianuarie 2009. Accesat în 12 martie 2008.